# Perissus rubricollis
Perissus rubricollis là một loài bọ cánh cứng trong họ Cerambycidae.